# Ricardo Tuero
Ricardo Ramón Tuero Jiménez (Sancti Spíritus, 25 de mayo de 1959) es un deportista cubano que compitió en judo. Ganó una medalla de bronce en los Juegos Panamericanos de 1983, y una medalla de bronce en el Campeonato Panamericano de Judo de 1986.

## Palmarés internacional
| Juegos Panamericanos    | Juegos Panamericanos  | Juegos Panamericanos | Juegos Panamericanos |
| Año                     | Lugar                 | Medalla              | Categoría            |
| ----------------------- | --------------------- | -------------------- | -------------------- |
| 1983                    | Caracas (Venezuela)   | Medalla de bronce    | –65 kg               |
| Campeonato Panamericano |                       |                      |                      |
| Año                     | Lugar                 | Medalla              | Categoría            |
| 1986                    | Salinas (Puerto Rico) | Medalla de bronce    | –71 kg               |